# A1 (estrela)
A1 é um massivo sistema estelar binário em NGC 3603, a aproximadamente 20.000 anos-luz da Terra. São duas estrelas componetes que têm 114 massas solares e 84 massas solares, e um ciclo orbital de 3,77 dias. As estrelas foram identificadas e suas massas calculadas pela equipe da Universidade de Montreal.